# Una tenera follia
 Una tenera follia  è un film italiano del 1986 diretto da Ninì Grassia, che ne ha curato anche il soggetto e la sceneggiatura.

## Trama
Lo studente Paolo Antonelli, figlio di un imprenditore edile, ha un rapporto con Daniela, una giovane ereditiera molto innamorata e gelosa. Ma conosce un'altra ragazza, Sara, che lo corteggia. Paolo cede e si divide tra le due donne, ma - quando esse vengono a conoscere l'una dell'altra - Daniela lo svergogna davanti agli amici, durante una festa, e Sara lo allontana.
Intanto il padre di Paolo non riesce a far fronte al pagamento delle cambiali ed è minacciato dai creditori. Si scopre che proprio Daniela è la beneficiaria finale delle stesse, tanto che, per amore verso Paolo, nonostante tutto, straccia i titoli scaduti.

## Cast
È il secondo film del regista con Saverio Vallone, qui affiancato da Sonia Viviani e Margit Evelyn Newton. Completano il cast Alex Damiani e Yari Porzio. Il film venne girato a Ischia.

## Curiosità
- Il film ha avuto due remake: Una grande voglia d'amore del 1994, che è un film erotico con lo stesso protagonista, e Annaré del 1998. Entrambi i film sono stati girati dallo stesso regista.